# Engelsholm Højskole
Engelsholm Højskole er en dansk folkehøjskole, der har til huse på Engelsholm Slot.
Højskolen er oprettet i 1940 af Sune Andresen og Frede Bording som en almindelig dansk højskole, der dog havde det særpræg, at det var en fællesskole for både drenge og piger, hvilket ikke var normen. Det var og er stadig en grundtvigiansk højskole.
I 1947 blev der etableret en håndarbejdslæreruddannelse på Engelsholm, til højnelse af dansk broderis stil og kvalitet, primært ledet af Sune Andresens hustru Gudrun Andresen. I 1972-82 var Jørgen Andresen  (Sune Andresens søn) og hans hustru Ellen Birch forstanderpar.
Siden 2011 har Jakob Bonderup været forstander.